# Empedrado (Chili)
Empedrado is een gemeente in de Chileense provincie Talca in de regio Maule. Empedrado telde 4.142 inwoners in 2017 en heeft een oppervlakte van 565 km².